# Cat's Eye
Cat's Eye és una novel·la de l'escriptora canadenca Margaret Atwood. Va ser publicada originalment el 1988.

## Argument
En tornar a la seva ciutat natal, Toronto, per a fer una exposició del seu art, la pintora controvertida Elaine Risley reflexiona sobre la seva infància i anys d'adolescència. Recorda especialment Cordelia, la líder d'un trio de noies que eren cruels amb ella, i que van condicionar la seva manera de percebre el món, les relacions personals, i per descomptat, el seu art. La protagonista s'adona també que de tant viatjar amb el seu pare (entomòleg de professió) havia fet que no adquirís la feminitat que s'espera d'una noia. Elaine serà rebutjada pels seus millors amics, que la maltractaran psicològicament. Temps després, s'adonarà que ella mateixa ha permès que la converteixin en una víctima, i farà nous amics.
El gran tema de Cat's Eye és la construcció de la identitat. Està escrita a través de flashbacks que narren esdeveniments de la seua infància que van formar la seua personalitat. L'obra conté nombrosos elements autobiogràfics de la mateixa Atwood.
La novel·la es desenvolupa al Canadà de mitjan segle xx, des de la Segona Guerra Mundial fins al final dels anys vuitanta, i fa un repàs a molts dels elements culturals d'aquest període, inclosos el feminisme i diversos moviments d'art modern.
Aquesta novel·la va ser finalista del Premi Governor General del 1988 i del Booker del 1989. Ha estat traduïda al castellà (Ojo de gato) i publicada el 1990.